# Echeveria derenbergii
Echeveria derenbergii, a senhora pintada, é uma espécie de planta pertencente à família Crassulaceae, endémica do México.

## Descrição
Echeveria derenbergii é um perene suculenta, crescendo até 10 centímetros, com uma densa roseta basal de folhas. Ela tem racemos de flores amarelas em forma de sino com pontas vermelhas "pintadas" no inverno.